# Pyxine rhodesiaca
Pyxine rhodesiaca är en lavart som beskrevs av Lynge. Pyxine rhodesiaca ingår i släktet Pyxine och familjen Physciaceae.   Inga underarter finns listade i Catalogue of Life.